# サーペンタイン・ギャラリー
サーペンタイン・ギャラリー（Serpentine Gallery）はロンドンのケンジントン・ガーデンズに建っている美術館で、近代美術および現代美術に焦点を絞った企画展示活動を行っている。公的資金や宝くじの収益による援助、大企業によるスポンサード、一般からの寄付金により、入場料無料の方針を貫いている。

## 歴史
1970年、英国芸術評議会によって開設された。名前は近くにある大きな池、サーペンタイン・レイクに由来する。建物は1934年に建てられたクラシカルな喫茶店兼東屋（ティー・パビリオン）を再利用したもので、外見も当時のままである。

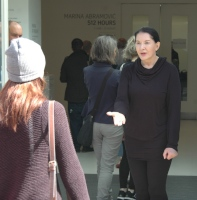
マリーナ・アブラモヴィッチ on "512 Hours" project (2014)

ギャラリー開設当時は資金などの余裕がなく夏季のみの開館であった。1986年、ジュリア・ペイトン・ジョーンズ（Julia Peyton Jones）が館長に就任して以来、展覧会企画の充実や施設改善に力を入れた。ダイアナ妃の巨額の資金援助もあって1998年に修築工事が完成し、より多様な展示を受け入れることのできる空間へと改善された。

## 展覧会活動
マン・レイ、ヘンリー・ムーア、マリーナ・アブラモヴィッチ、ブリジット・ライリー、シンディ・シャーマン、ペーター・フィッシュリとダヴィッド・ヴァイス,  川俣正, 森万里子, 杉本博司といった現代美術作家の展覧会を開き。近年では、ダミアン・ハースト、レイチェル・ホワイトリード、ダグ・エイケンなど、イギリスを中心にした比較的若い美術家による新作展と、すでに歴史に名を残している美術家の回顧展を年に5回ほど開催しているほか、展覧会に関連して美術家・美術評論家・建築家らによる講演を頻繁に行い、児童向けのワークショップやギャラリーツアーにも力を入れている。

## 夏季限定パビリオン
2000年から　毎年、隣接の草地に夏季限定の仮設のカフェ兼休憩所「サーペンタイン・ギャラリー・パビリオン」を現代建築家に依頼し　構造設計事務所「アラップ」との共同作業でパビリオンを建ている。
- 2000年 ザハ・ハディッド
- 2001年 ダニエル・リベスキンド
- 2002年 伊東豊雄
- 2003年 オスカー・ニーマイヤー
- 2004年 MVRDV（諸般の事情で延期）
- 2005年 アルヴァロ・シザ+エドゥアルド・ソウト・デ・モウラ
- 2006年 レム・コールハース
- 2007年 オラファー・エリアソン+セシル・バルモンド+シェティル・トレーダル・トールセン（スノヘッタ）
- 2008年 フランク・ゲーリー
- 2009年 SANAA
- 2010年 ジャン・ヌーヴェル
- 2011年 ピーター・ズントー
- 2012年 アイ・ウェイウェイ+ヘルツォーク&ド・ムーロン
- 2013年 藤本壮介
- 2014年 スミルハン・ラディック（英語版）
- 2015年 セルガスカーノ（英語版） (ホセ・セルガス+ルチア・カーノのユニット)
- 2016年 ビャルケ・インゲルス
- 2017年 ディエベド・フランシス・ケレ
- 2018年 フリーダ・エスコベド（英語版）
- 2019年 石上純也
- 2021年 スマイヤ・ヴァリー（英語版）
- 2022年 シアスター・ゲイツ（英語版）
- 2023年 リナ・ゴットメ（英語版）
- 2019年 チョ・ミンスク（英語版）
- 2019年 マリーナ・タバスム（英語版）

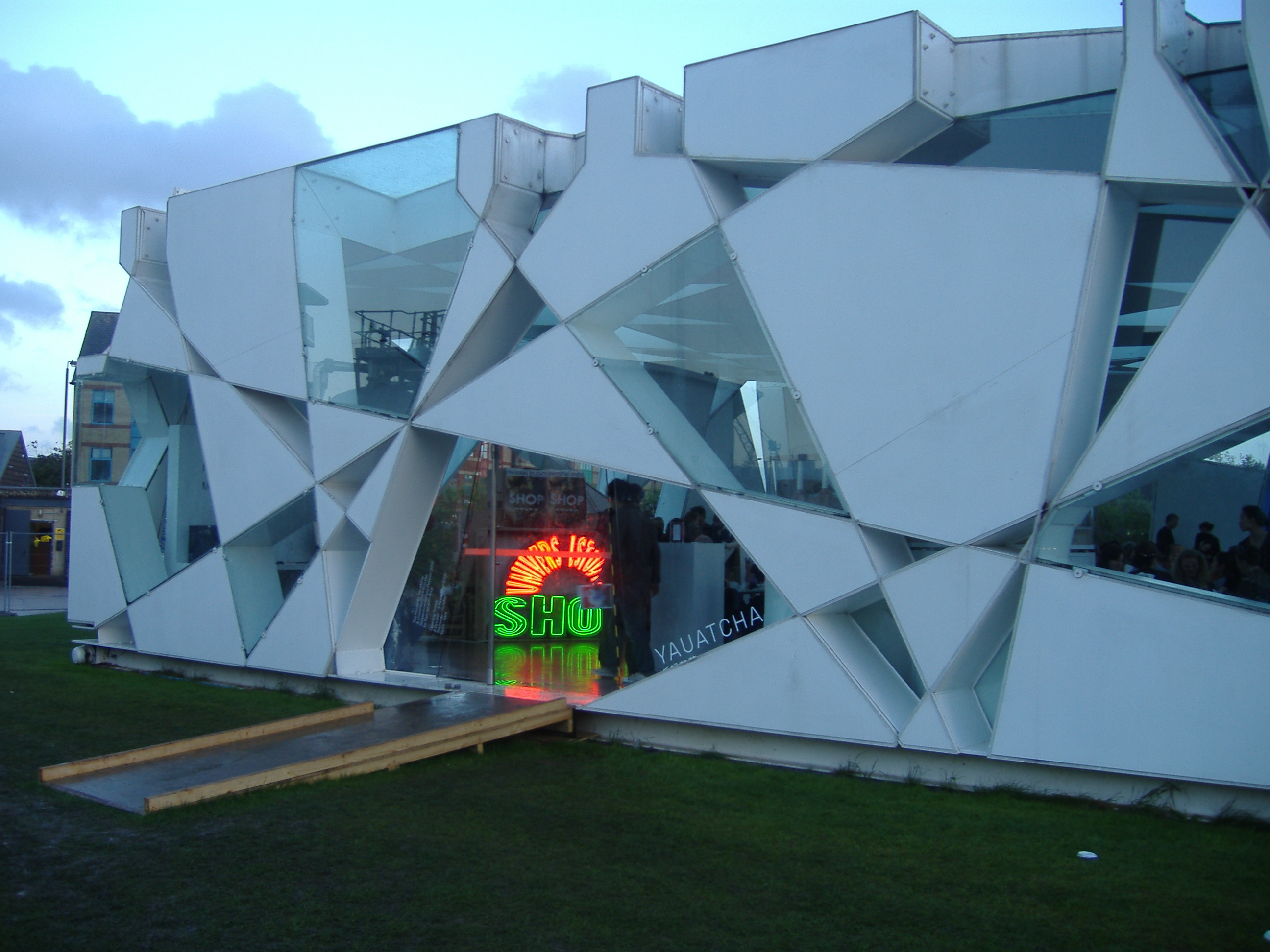
2002年のパビリオン (伊東豊雄)
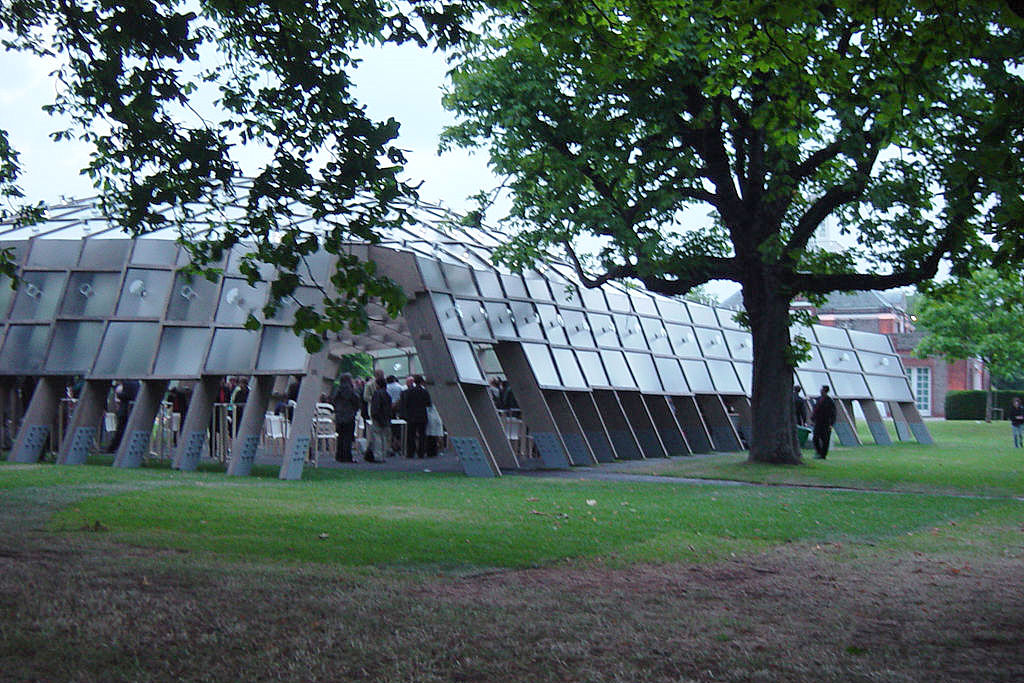
2005年のパビリオン (アルヴァロ・シザ及びエドゥアルド・ソウト・デ・モウラ)
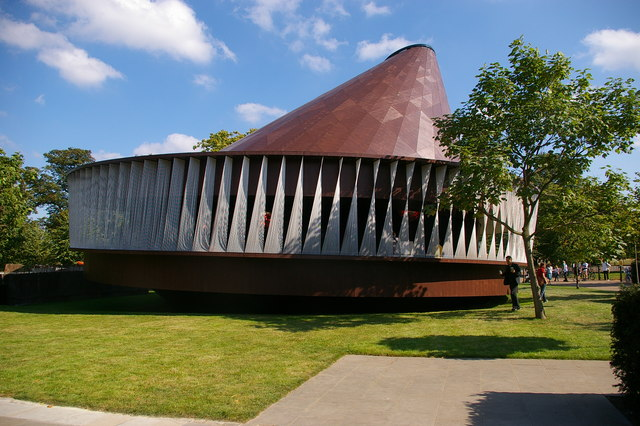
2007年のパビリオン (セシル・バルモンド及びシェティル・トレーダル・トールセン)
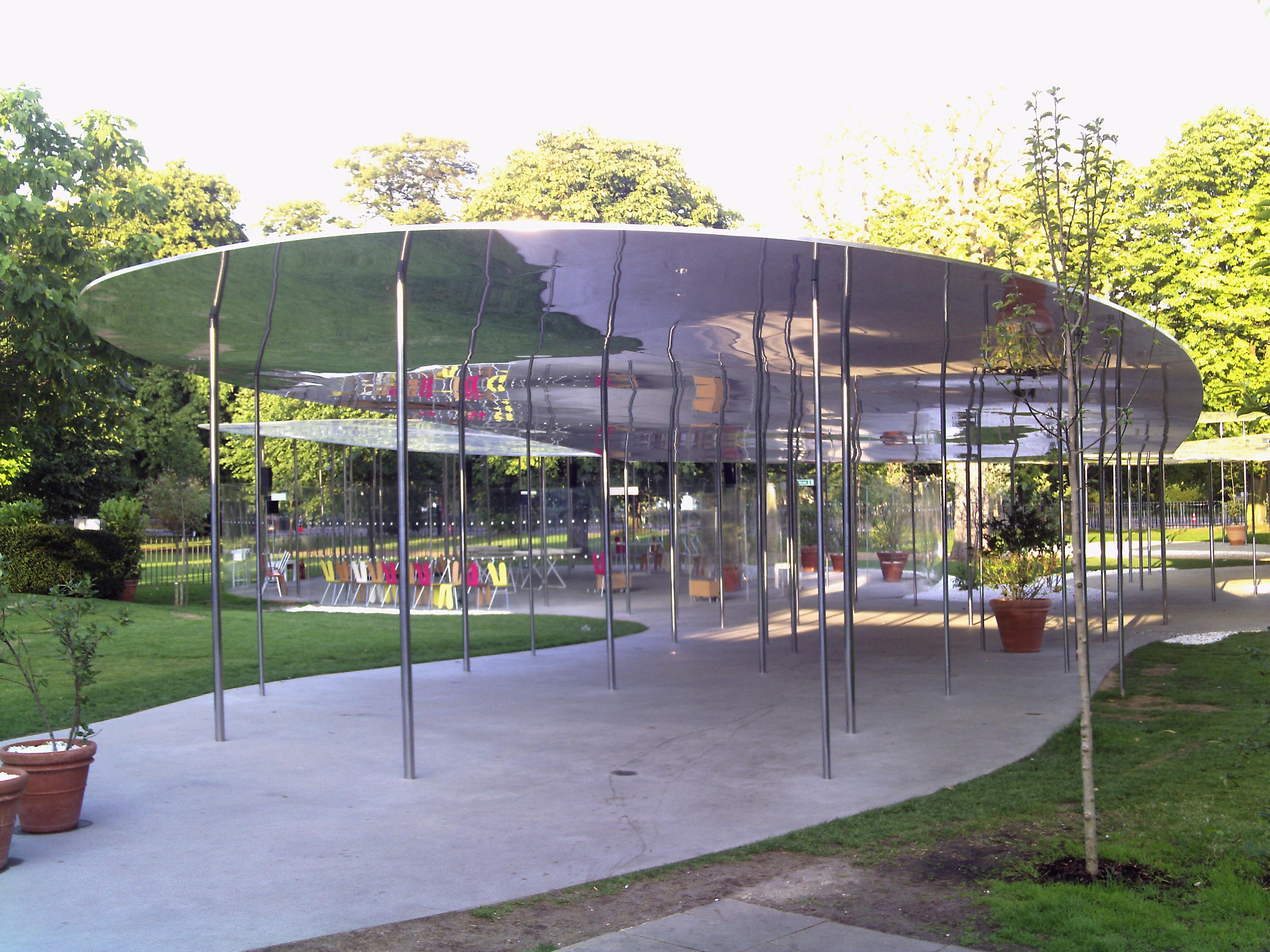
2009年のパビリオン (SANAA)
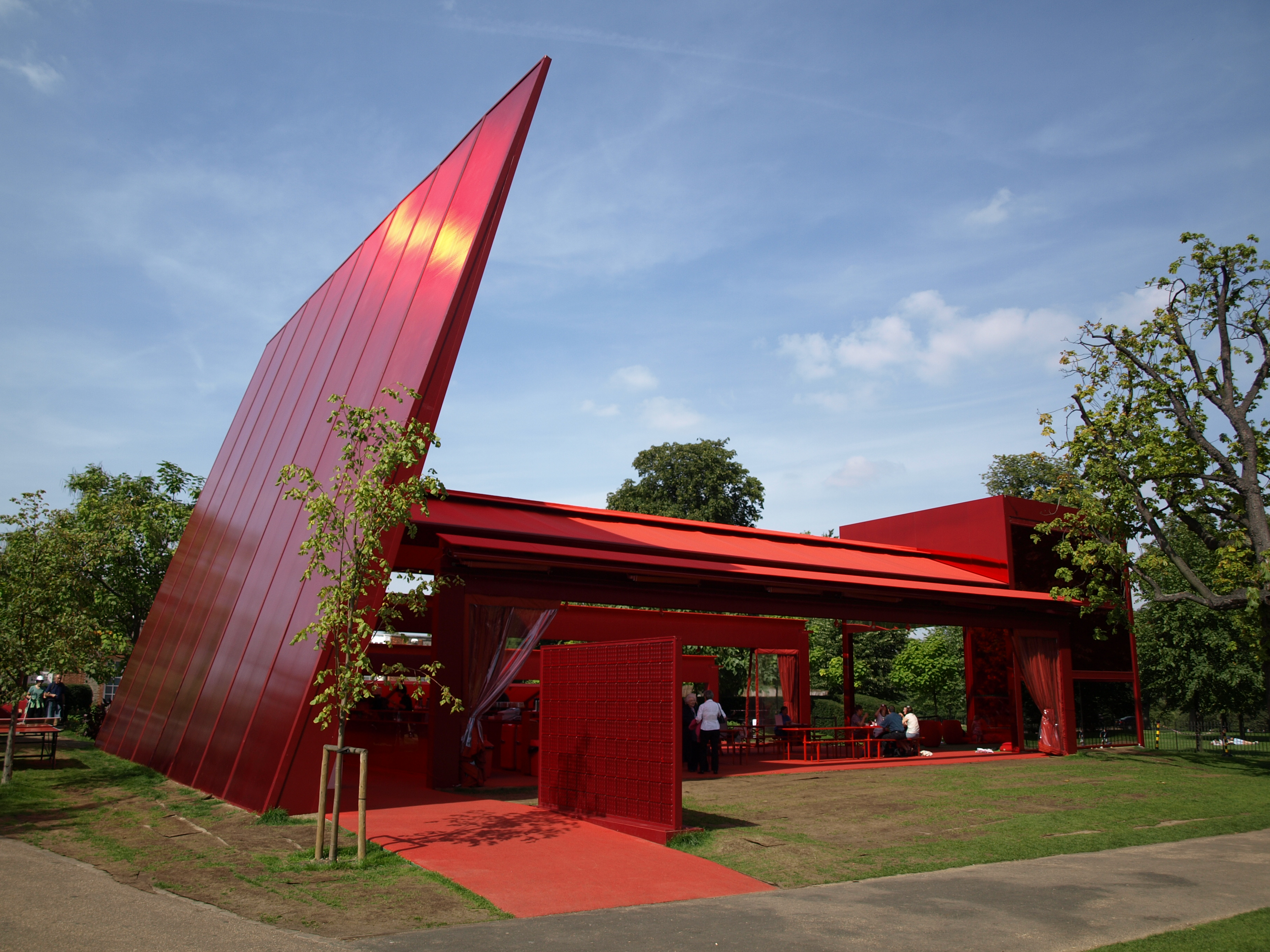
2010年のパビリオン (ジャン・ヌーヴェル)
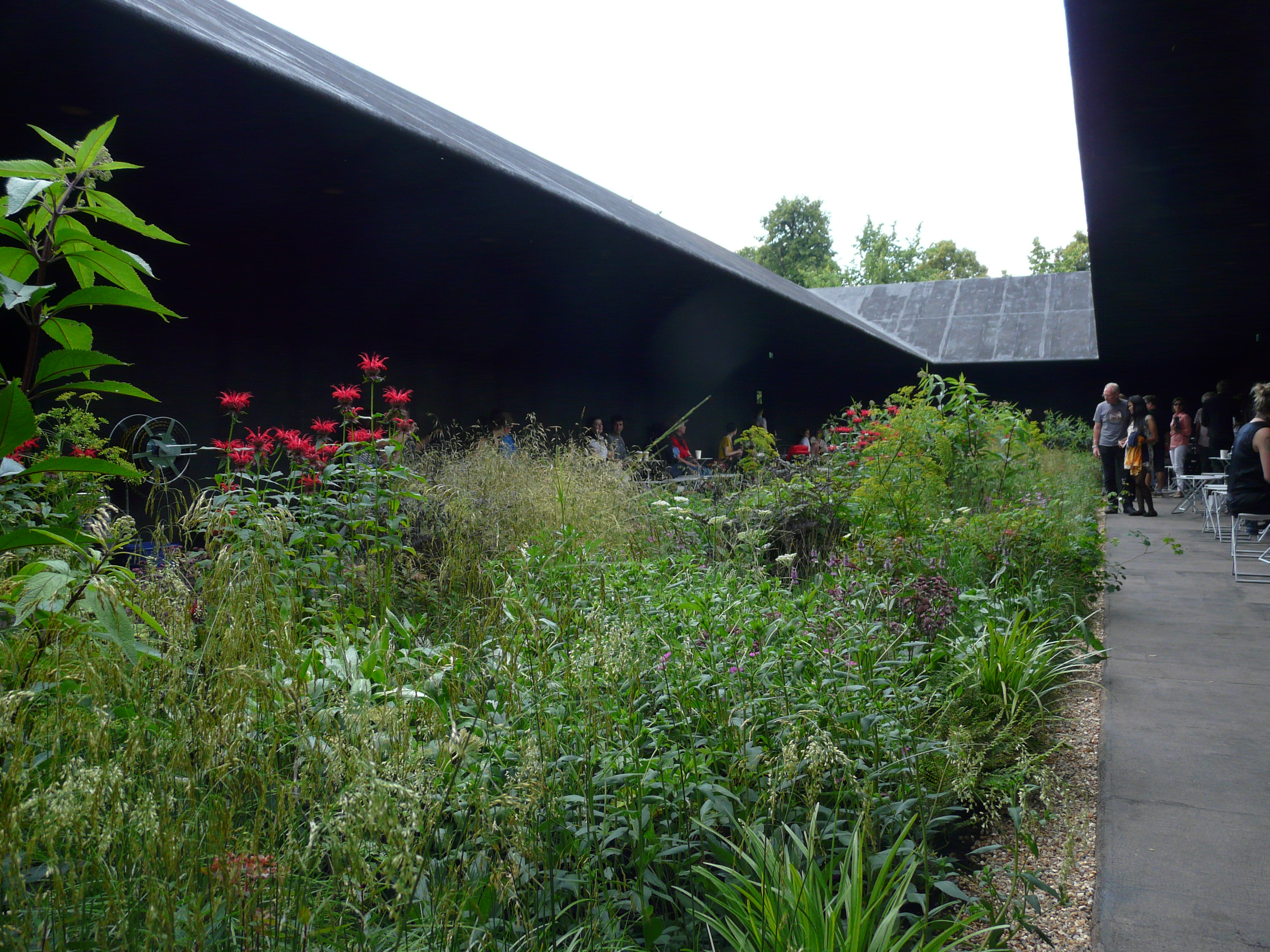
2011年のパビリオン (ピーター・ズントー)
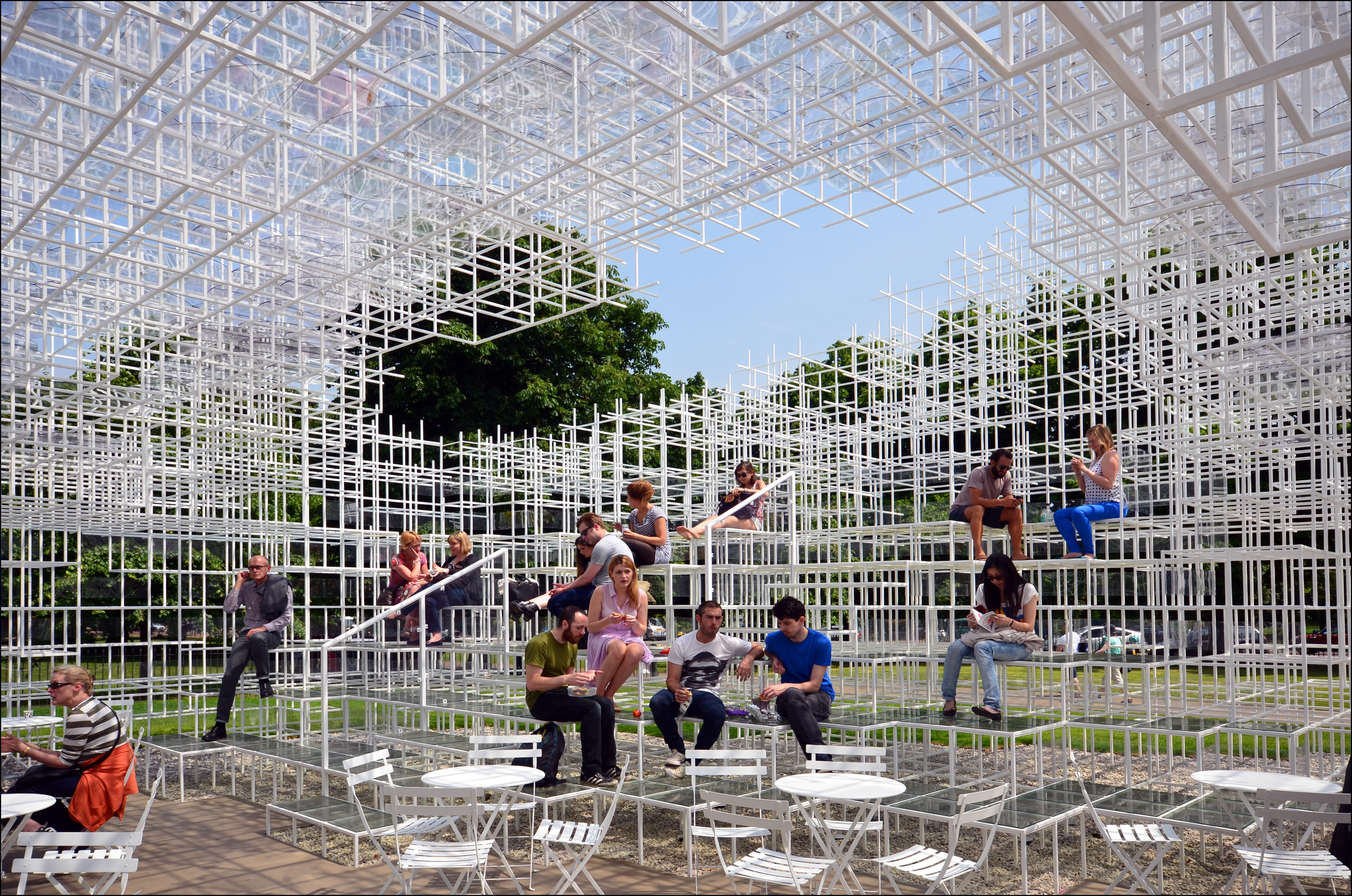
2013年のパビリオン (藤本壮介)